# ناچیزی

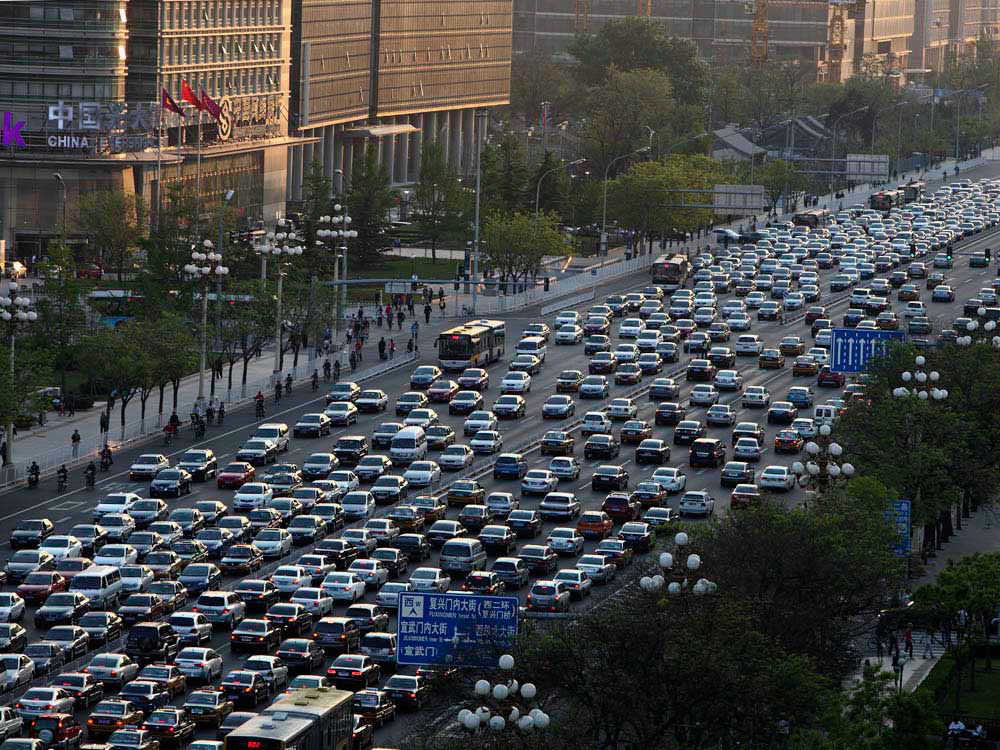
در جامعه مدرن، مردم ممکن است به دلایل زیادی از جمله زندگی در یک شهر بزرگ احساس ناچیزی کنند (در تصویر خیابان چانگان در پکن دیده می‌شود)

احساس ناچیزی و بی‌اهمیت بودن ممکن است به دلایل مختلفی از جمله عدم اعتماد به نفس، افسردگی، زندگی در یک شهر بزرگ و مقایسه خود با سلبریتی‌های موفق در افراد ایجاد شود که گاهی نیز با احساس یک دیوان سالاری عظیم یا شگفتی از عجایب جهان و خلقت هستی ایجاد می‌شود.

## عوامل روان‌شناسی
احساس ناچیز بودن فرد از دو تجربه اصلی ناشی می‌شود:
الف: تجربه کردن رشد با افزایش آگاهی از جدایی و درک گذرا بودن و از دست رفته یافتن احساس کمال.
ب: افزایش آگاهی شناختی از قوانین بی تغییر زیست‌شناسی و محدودیت‌های خود و دیگران برای تغییر آن، که درگذشته ایده‌آل سازی جای خود را به واقعیت دردناک می‌داد.
برای مقابله با احساس ناچیز بودن، هر فردی به دنبال جبران خودشیفتگی از طریق تهیه یک روایت شخصی یا افسانه است، داستانی که به زندگی شخص احساس اهمیت، معنا و هدف شخصی می‌بخشد. این افسانه‌ها یک احساس هویت شخصی را برای فرد فراهم می‌کنند و آنها عضویت در یک گروه یا جامعه را تأیید و تأیید می‌کنند و رهنمودها و مجموعه ای ایده‌آل از رفتارها را ارائه می‌دهند و توضیحی برای رازهای هستی ارائه می‌کنند.
در جامعه مدرن، افرادی که در شهرهای بزرگ شلوغ زندگی می‌کنند ممکن است با احساس کم‌اهمیتی روبرو شوند.

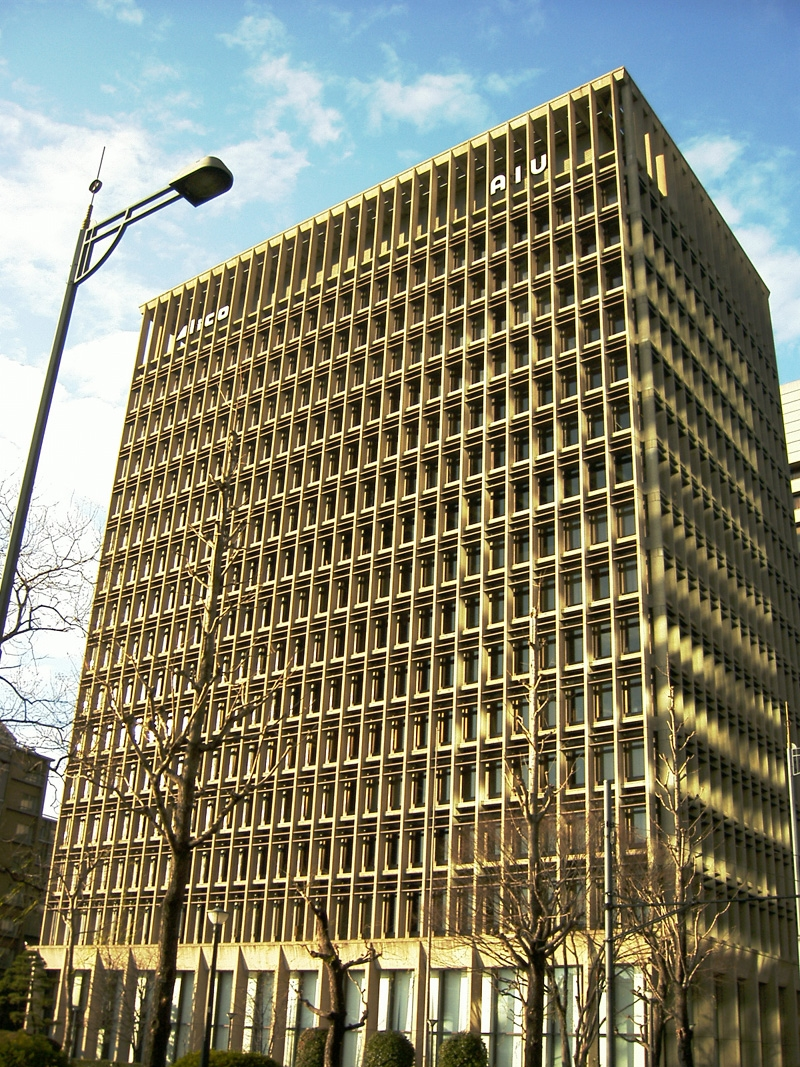
کارگران یقه سفید در سازمانهای بزرگ اداری ممکن است احساس کنند مانند قطعات ناچیزی از یک ماشین هستند.

افرادی که در سازمانهای بزرگ دیوان سالاری کار می‌کنند و شواهد مشخصی از موفقیت خود ندارند، ممکن است احساس ناچیز بودن، سرخوردگی و درماندگی داشته باشند، که از مشخصه‌های فرسودگی شغلی است. برخی از افراد در مشاغل بوروکراتیک که فاقد وظایف معنی دار هستند و احساس می‌کنند سازوکارها یا موانع نهادی مانع از دریافت رسمیت رسمی برای تلاش‌هایشان می‌شود، ممکن است با عاملی خسته کننده روبرو شوند.
افرادی که با افسردگی حاد روبرو هستند دائماً احساس بی‌اهمیت بودن و ناچیزی دارند. افرادی که دچار احساس حقارت هستند، به دلیل ارزیابی ذهنی و قضاوتی از کمبود آنها، ممکن است احساس بی‌اهمیت بودن نیز داشته باشند.

## در فلسفه
بلز پاسکال ناچیز بودن ظاهری وجود انسان را به علت ترس از آینده‌ای ناشناخته و تجربه سلطهٔ نیروهای سیاسی و طبیعی که بیش از قدرت محدود ما هستند، تأکید می‌کند.
اریک فروم اظهار داشت که در جوامع مدرن سرمایه‌داری، مردم به دلیل رکودهای اقتصادی، جنگ‌های جهانی و تروریسم احساس ناچیزی و ناتوانی شخصی را تجربه می‌کنند. فروم استدلال می‌کند که در جوامع سرمایه‌داری فرد تابع تولید سرمایه‌داری شده است و برای سود و توسعه سرمایه‌گذاری جدید و هزینه‌های آشکار کار می‌کند.

## در دین
مارتین لوتر معتقد بود که راه حل حس ناچیزی و بی‌اهمیتی آن است که فرد با پذیرش بی‌اهمیت بودن، کنار گذاشتن اراده و قدرت فردی و تسلیم شدن در برابر خداوند و امیدوار به مقبولیت خدا بودن است.

## در رابطه با هیبت جهان

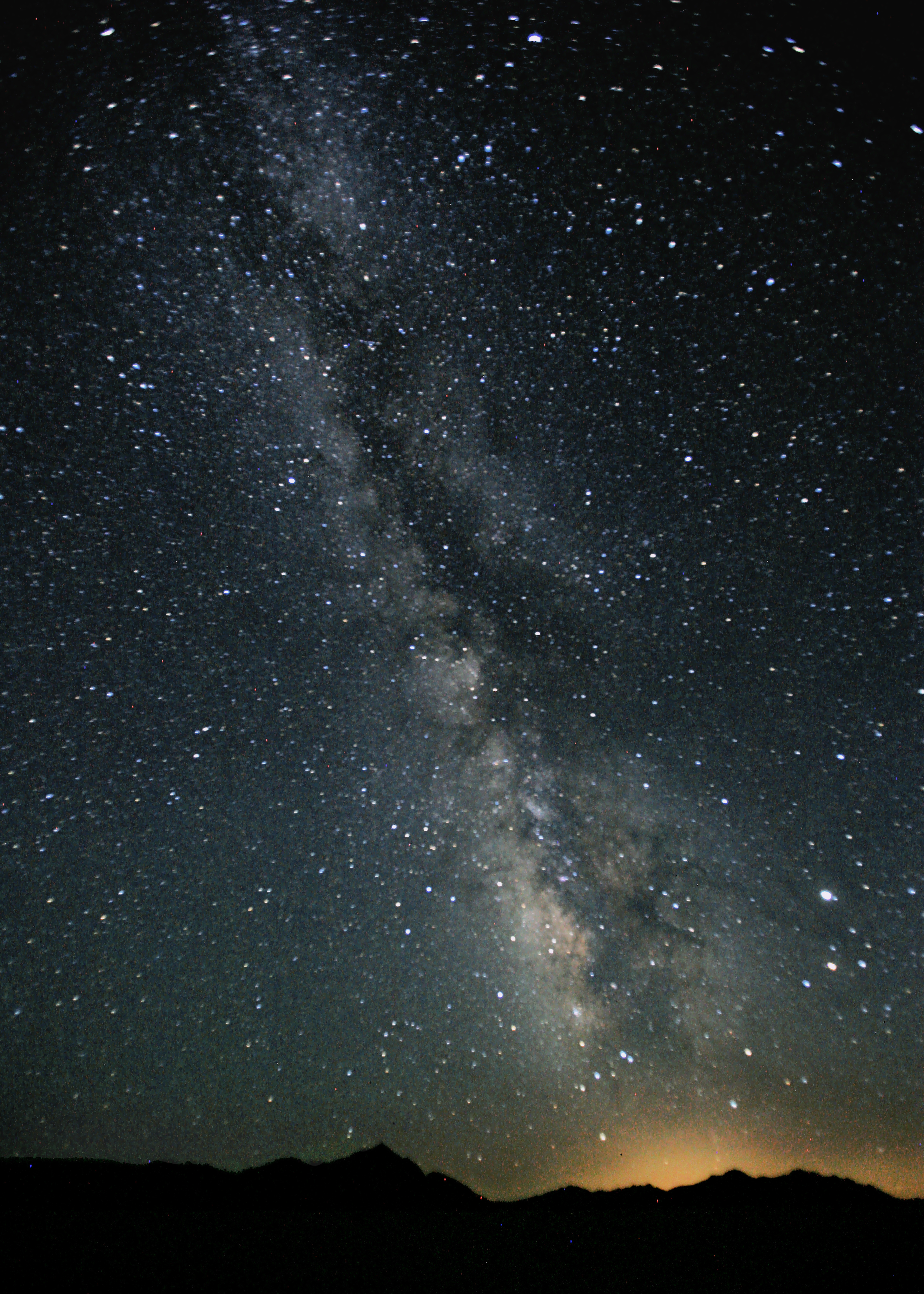
ممکن است شخصی که راه شیری را مشاهده می‌کند، احساس هیبت و ناچیزی کند. (صحرای سیاه سنگ، نوادا)

ممکن است فردی از هیبت یک پدیده طبیعی عظیم، مانند یک قله یک کوه یا آبشار حیرت‌زده شود و احساس ناچیزی کند. هیبت احساسی همانند تعجب است اما کمتر شادی آور است و ترس بیشتری با خود همراه دارد. به‌طور کلی هیبت متوجه موضوعاتی است که قدرتمندتر از بقیه کائنات هستند، مانند: شکستن امواج عظیم توسط یک صخره، صدای یک آبشار عظیم، هرم بزرگ جیزه، گرند کنیون یا وسعت فضا در کیهان.

## در فلسفه ادبیات
مفهوم "ناچیزی" برای فلسفه ادبی کیهان گرایی نیز مهم است. یکی از موضوعات برجسته در کیهان‌گرایی ناچیز بودن و ناتوانی کامل بشریت است. اچ پی لاوکرافت معتقد بود که "نسل بشر نیز ناپدید خواهد شد، همانطور که نژادهای دیگر به نوبه خود ظاهر می‌شوند و ناپدید می‌شوند. آسمان یخ زده خواهد شد و توسط نور ضعیف ستاره‌های نیمه جان دیده می‌شود. که آن نیز ناپدید خواهد شد. همه چیز ناپدید خواهد شد. "